# دعوت‌نامه (فیلم ۲۰۲۲)
دعوت‌نامه (به انگلیسی: The Invitation) فیلمی محصول سال ۲۰۲۲ و به کارگردانی جسیکا ام. تامپسون است. در این فیلم بازیگرانی همچون ناتالی امانوئل، توماس دورتی، استفانی کورنلیوسن، آلانا بودن، هیو اسکینر و شان پرتوی ایفای نقش کرده‌اند.